# 查亚倪·查拉查兰
查亚倪·查拉查兰（1991年3月8日—），泰國女子羽毛球運動員，專長雙打項目。

## 簡歷
2009年10月，查亚倪·查拉查兰代表泰国参加马来西亚亞羅士打举办的世界青年羽毛球錦標賽，随队赢得混合团体赛季军。
2012年7月，查亚倪·查拉查兰与Vasin Nilyoke出战印尼羽毛球國際挑戰賽，在混双準决赛以0比2（14-21、12-21）不敌印尼的Tri Kusuma Wardana/阿普萨西·普特里·勒杰萨·瓦里拉。
2013年8月，查亚倪·查拉查兰与Vasin Nilyoke出战新加坡羽毛球國際系列賽，在混双决赛以2比0（21-14、21-13）击败了中華台北的王齊麟/陳思妤，夺得其首个国际赛混双冠军。
2015年3月，查亚倪·查拉查兰与帕泰玛斯·门翁出战越南羽毛球國際挑戰賽，在女双决赛以0比2（10-21、18-21）不敌印尼强档的英吉娅·西塔·阿凡达/马哈德维·伊斯特拉尼·尼·克图特，赢得亚军。同年6月，她与帕泰玛斯·门翁出战斯里蘭卡羽毛球國際挑戰賽，在女双决赛以2比1（21-17、14-21、21-14）击败了赛会2号种子、印度的普拉迪亚·加德雷/斯基·雷迪，夺得其首个国际赛女双冠军。同年7月，她代表泰國（Rattana Bundit University）出戰韓國光州市舉行的世界大學生運動會羽毛球比賽，贏得混合團體銅牌。同年9月，她与帕泰玛斯·门翁出战印尼羽毛球國際挑戰賽，在女双準决赛以0比2（13-21、13-21）不敌赛会6号种子、印尼强档的盖比·里斯蒂亚妮·伊马万/蒂亚拉·罗萨莉娅·努莱达赫。同年11月，她与帕泰玛斯·门翁出战巴林羽毛球國際挑戰賽，在女双决赛以1比2（6-21、21-15、16-21）不敌队友的沙威丽·阿米达拜/帕冲攀·磋楚翁，赢得冠军。同期11月，她与帕泰玛斯·门翁出战馬來西亞羽毛球國際挑戰賽，在女双决赛以0比2（18-21、12-21）不敌赛会8号种子、印尼强档的德拉·德斯迪亚拉·哈里斯/罗西尔塔·伊卡·普特里·萨里，赢得亚军。同年12月，她与帕泰玛斯·门翁出战孟加拉羽毛球國際挑戰賽，在女双决赛以2比0（21-15、21-19）击败了赛会2号种子、马来西亚强档的林芸如/李明艷，赢得冠军。同期12月，她与帕泰玛斯·门翁出战印度羽毛球國際挑戰賽，在女双决赛以2比1（21-11、15-21、21-13）击败了印度的斯基·雷迪/玛内沙·库卡帕利，赢得冠军。
2016年6月，查亚倪·查拉查兰与帕泰玛斯·门翁出战中華台北羽毛球公開賽，在女双準决赛以0比2（20-22、19-21）不敌赛会头号种子、中国的骆赢/骆羽。
2017年5月，查亚倪·查拉查兰与帕泰玛斯·门翁出战泰國羽毛球黃金大獎賽，在女双决赛以0比2（12-21、12-21）不敌赛会5号种子、印尼强档的格雷西娅·波利/阿普里亚尼·拉哈育，赢得亚军。同年8月，她代表泰国参加中華民國臺北市举办的世界大學運動會羽毛球比賽，在率先进行的团体赛，泰国队赢得季军；而与搭档帕泰玛斯·门翁的女双决赛以0比2（17-21、20-22）不敌东道主的許雅晴/吳玓蓉，赢得世大運動女子双打银牌。同年9月，她与帕泰玛斯·门翁出战越南羽毛球大獎賽，在女双决赛以2比0（21-16、21-19）击败了赛会7号种子、印尼强档的德拉·德斯迪亚拉·哈里斯/里基·艾美莉雅·普拉蒂普塔，夺得其首个国际大獎賽的女双冠军。

## 主要比賽成績
只列出曾進入準決賽的國際賽事成績：
| 年份   | 賽事                     | 公開賽級別 | 項目     | 拍檔          | 成績   |
| ------ | ------------------------ | ---------- | -------- | ------------- | ------ |
| 2009年 | 世界青年羽毛球錦標賽     | 其他       | 混合團體 | －            | 季軍   |
| 2012年 | 印尼羽毛球國際挑戰賽     | 國際挑戰賽 | 混合雙打 | Vasin Nilyoke | 準決賽 |
| 2013年 | 新加坡羽毛球國際系列賽   | 國際系列賽 | 混合雙打 | Vasin Nilyoke | 冠軍   |
| 2015年 | 越南羽毛球國際挑戰賽     | 國際挑戰賽 | 女子雙打 | 帕泰玛斯·门翁 | 亞軍   |
| 2015年 | 斯里蘭卡羽毛球國際挑戰賽 | 國際挑戰賽 | 女子雙打 | 帕泰玛斯·门翁 | 冠軍   |
| 2015年 | 世界大學運動會羽毛球比賽 | 其他       | 混合團體 | －            | 銅牌   |
| 2015年 | 印尼羽毛球國際挑戰賽     | 國際挑戰賽 | 女子雙打 | 帕泰玛斯·门翁 | 準決賽 |
| 2015年 | 巴林羽毛球國際挑戰賽     | 國際挑戰賽 | 女子雙打 | 帕泰玛斯·门翁 | 亞軍   |
| 2015年 | 馬來西亞羽毛球國際挑戰賽 | 國際挑戰賽 | 女子雙打 | 帕泰玛斯·门翁 | 亞軍   |
| 2015年 | 孟加拉羽毛球國際挑戰賽   | 國際挑戰賽 | 女子雙打 | 帕泰玛斯·门翁 | 冠軍   |
| 2015年 | 印度羽毛球國際挑戰賽     | 國際挑戰賽 | 女子雙打 | 帕泰玛斯·门翁 | 冠軍   |
| 2016年 | 亞洲羽毛球團體錦標賽     | 其他       | 女子團體 | －            | 季軍   |
| 2016年 | 中華台北羽毛球公開賽     | 黃金大獎賽 | 女子雙打 | 帕泰玛斯·门翁 | 準決賽 |
| 2017年 | 泰國羽毛球黃金大獎賽     | 黃金大獎賽 | 女子雙打 | 帕泰玛斯·门翁 | 亞軍   |
| 2017年 | 世界大學運動會羽毛球比賽 | 其他       | 混合團體 | －            | 銅牌   |
| 2017年 | 世界大學運動會羽毛球比賽 | 其他       | 女子雙打 | 帕泰玛斯·门翁 | 銀牌   |
| 2017年 | 越南羽毛球大獎賽         | 大獎賽     | 女子雙打 | 帕泰玛斯·门翁 | 冠軍   |
| 2018年 | 中國陵水羽毛球大師賽     | 超級100賽  | 女子雙打 | 帕泰玛斯·门翁 | 準決賽 |
| 2018年 | 優霸盃                   | 其他       | 女子團體 | －            | 亞軍   |
| 2018年 | 亞洲運動會羽毛球比賽     | 其他       | 女子團體 | －            | 铜牌   |
| 2019年 | 東南亞運動會羽球比賽     | 其他       | 女子團體 | －            | 金牌   |
| 2019年 | 東南亞運動會羽球比賽     | 其他       | 女子雙打 | 帕泰瑪斯·門翁 | 銀牌   |
| 2020年 | 亞洲羽毛球團體錦標賽     | 其他       | 女子團體 | －            | 季軍   |

| 2007-2017年 | 首要超級賽 | 超級賽 | 黃金大獎賽 | 大獎賽 | 國際挑戰賽 | 國際系列賽 | 未來系列賽 | 其他 |

| 2018-2026年 | 總決賽 | 超級1000賽 | 超級750賽 | 超級500賽 | 超級300賽 | 超級100賽 | 國際挑戰賽 | 國際系列賽 | 未來系列賽 | 其他 |

### 奧運會和世錦賽參賽紀錄
|          | 搭檔          | 2018 | 2019 |
| -------- | ------------- | ---- | ---- |
| 女子雙打 | 帕泰玛斯·门翁 | 16強 | 32強 |